# Niurka Marcos
Pour les articles homonymes, voir Marcos.
Niurka Rosa Melanie Francisca Marcos Calle (née le Modèle:Date de à La Havane) est une meneuse de revue, chanteuse, danseuse et actrice cubaine faisant carrière au Mexique.

## Biographie
Niurka Rosa Melanie Francisca Marcos Calle est la fille de Carmelo Marcos, un major de la marine cubaine, et de Salustiana « Celeste » Calle, une femme au foyer. Elle a cinq frères et sœurs : Martha, Maribel, Thomas, María del Carmen et Ernesto.
Elle étudie quatre ans à l'École nationale de cirque de Cuba et est aussi danseuse au Tropicana Club. Elle quitte son pays pour aller au Mexique et commence à travailler comme danseuse à la discothèque Tropicana à Mérida, dans le Yucatán, où elle commencé à côtoyer le show-business.
Niurka Marcos rencontre son premier mari, Federico, un Mexicain qui travaille à Mazatlán. Plus tard, en Basse-Californie, elle a son premier enfant, Itzcoatl « Kiko ». Cependant, Marcos retourne à Cuba avec son fils chez sa mère, car son mari est violent. Après le divorce, elle entame une relation discrète avec un autre homme d'origine mexicaine qui deviendra par la suite le père de son deuxième enfant, Romina.
Elle retourne à Mérida, où elle participe à des émissions et devient animatrice de télévision, aux côtés de Marcos Valdés. En tant qu'intervieweuse, elle rencontre le producteur Juan Osorio, qui l'intègre au casting de la telenovela Vivo por Elena qui commence en 1998. Elle participe ensuite à différentes productions de Televisa. Marcos et Osorio commencent une relation, vivent ensemble à la fin des années 1990 et ont un fils, Emilio Osorio.
Elle est actrice de la pièce Aventurera, mise en scène par Carmen Salinas. Parallèlement, elle fait également partie de feuilletons. En 2001, Marcos interprète une danseuse érotique nommée Karicia dans le feuilleton mexicain Salomé, rôle pour lequel elle remporte le prix de la meilleure actrice dans un second rôle aux Premios TVyNovelas.
Vicente Fox, le président du Mexique, lui accorde la nationalité mexicaine en 2002.
Elle se sépare de Juan Osorio en 2003 à cause de la relation adultérine avec Bobby Larios, qu'elle a rencontré sur les enregistrements de Velo de novia, une telenovela produite par Juan Osorio. L'affaire est traitée abondamment par la presse people hispanique à qui parlent les deux protagonistes, notamment Marcos en des termes crus ou vulgaires, elle obtient le surnom de la « reine du scandale ». La séparation entre Niurka et Osorio, ainsi que le début de la relation mouvementée avec Larios, sert de base au film diffusé en 2004 Mi verdad produit par Juan Osorio et mettant en vedette l'actrice cubaine Lis Vega qui incarne sa personne.
Le 19 février 2004, Niurka Marcos et Bobby Larios se marient à Mexico. Plus tard dans l'année, elle participe à l'édition mexicaine de l'émission de télé-réalité Big Brother. Elle est une actrice de second rôle dans la telenovela La Plus Belle des laides en 2006 et interprète un morceau de la bande originale Se Busca Un Hombre.
En mai 2006, Niurka Marcos et Bobby Larios se séparent. Elle se marie à nouveau en 2007 avec Yanixán Texido, un représentant commercial pour des entreprises privées à Mexico, dont elle se sépare en 2009, car il a une liaison adultère, le divorce est prononcé en 2011.
En 2007, elle sort un album La Emperadora et pose pour le numéro de février 2007 de l'édition mexicaine du magazine Playboy. L'année suivante, elle lance son propre spectacle Espectacularmente Niurka. Elle devient salariée de TV Azteca et anime El Show De Niurka qui propose des jeux, de la danse, du chant et elle interviewe d'autres artistes dans un jacuzzi sur des sujets intimes. En 2011, elle est la méchante de la telenovela Emperatriz.
En 2022, elle participe à l'émission de télé-réalité La casa de los famosos, adaptation pour l'Amérique hispanophone de Celebrity Big Brother. À sa sortie, elle confirme sa relation avec Juan Vidal, rencontré lors de l'émission et qui s'est séparée de Cynthia Klitbo, puis le largue aussitôt.

## Discographie
- 1999 : Alcatraz Es... Dulce
- 2001 :  Latin Pop
- 2007 : La Emperadora
- 2021 : Niurka Marcos

## Filmographie
Telenovelas
- 1998 : Vivo por Elena
- 1998 : Gotita de amor
- 1999 : Nunca te olvidaré
- 1999-2000 : DKDA Sueños de juventud
- 2000 : Tres mujeres
- 2001-2002 : Salomé
- 2003 : Velo de novia
- 2006-2007 : La fea más bella
- 2008 : Fuego en la sangre
- 2011 : Emperatriz
- 2012 : La mujer de Judas
- 2019 : Alma de ángel

Téléfilms
- 2006 : Isabelle, princesse rebelle